# 吉林市小说长书广播
吉林市小说长书广播，是吉林市人民广播电台的一个频道。内容以小说、纪实故事为主，广播范围为吉林市全部，全天24小时播音。

## 主要节目
- 秦声播讲
- 纪实传奇
- 笑笑江湖
- 社区那些事
- 岁月如歌
- 夜惊魂

## 播出频率
吉林市
| 发射地 | 频率       |
| 船营区 | AM 1143kHz |